# Cefisodoto (general)
Cefisodoto (griego antiguo Κηφισόδοτος) fue un general y orador ateniense, que fue enviado junto con  Calias, Autocles, y otros, en el año 371 a. C. para negociar la paz con Esparta Otra vez, en 369 a. C., cuando los embajadores espartanos fueron a Atenas para acordar los términos de la alianza entre las polis, y la Boulé (Consejo ateniense) propuso que las fuerzas terrestres de la confederación estuvieran bajo el mando de Esparta y la flota bajo el de Atenas, Cefisodoto persuadió a la Ekklesía (Asamblea ateniense) que rechazara la propuesta, sobre la base de que, mientras que los ciudadanos atenienses tendrían que servir a las órdenes de generales espartanos, pocos hilotas (quienes principalmente tripulaban los barcos) estarían sujetos al control ateniense. Fue adoptado otro acuerdo, por el que el mando de toda las fuerzas se iba a ejercer alternativamente por cada Estado durante cinco días. Parece que fue sobre el año 359 a. C. cuando fue enviado con una escuadra al Helesponto, donde los atenienses  albergaban la esperanza de que el aventurero de Eubea, Caridemo, el amigo de Cefisodoto, quien, según su promesa, iba a cooperar con él en el restablecimiento de la anexión del Quersoneso tracio a su dominio. Pero Caridemo volvió sus armas contra ellos, y marchó apara ayudar a Alopeconeso, una ciudad en el sureste del Quersoneso, de la que Cefisodoto había recibido la orden de adueñarse de ella con el pretexto de desalojar a una banda de piratas que se habían refugiado allí. Incapaz de hacer frente a Caridemo, se comprometió a que dicha polis fuera cedida a Atenas, pero en términos tan desventajosos que fue retirado del mando y llevado a juicio. Por una mayoría de sólo tres votos escapó la pena de muerte, pero fue condenado a una multa de cinco talentos. Fue, tal vez, Cefisodoto, quien en 355 a. C., con Aristofonte y otros defendió la ley de Leptines contra Demóstenes, y a quien se menciona en el discurso de este último como no inferior a ninguno en elocuencia. Aristóteles habla de él como adversario de Cares, cuando éste tuvo que someterse a su euthyne, el examen público, después de la Guerra olintia, 347 a. C.